# Cibotogaster fumipennis
Cibotogaster fumipennis är en tvåvingeart som beskrevs av Kertesz 1914. Cibotogaster fumipennis ingår i släktet Cibotogaster och familjen vapenflugor.
Artens utbredningsområde är Taiwan. Inga underarter finns listade i Catalogue of Life.